# Alicia Buenrostro Massieu
Alicia Guadalupe Buenrostro Massieu (Ciudad de México, 19 de abril de 1965) es una diplomática mexicana, miembro del Servicio Exterior Mexicano desde 1990 y ascendió al rango de embajadora en 2012. Desde 2020 funge como Representante Permanente Alterna en la Misión Permanente de México ante la ONU en Nueva York.
De 2016 - 2020 fue embajadora de México ante Austria, Eslovaquia y Eslovenia y representante Permanente ante los Organismos Internacionales con sede en Viena, Austria.

## Vida académica
Alicia Buenrostro es Licenciada en Relaciones Internacionales por la Universidad Iberoamericana. Tiene una maestría en Economía Política por la London School of Economics and Political Science (LSE), así como varios diplomados de la Universidad de Georgetown, en Washington D. C., y del Instituto Tecnológico Autónomo de México (ITAM) en Integración Europea. 

## Carrera diplomática
Buenrostro Massieu comenzó su carrera diplomática en 1990-1991 como jefa de departamento para Francia, Comunidad Europea y Suiza en la Dirección General para Europa. Posteriormente se desempeñó como asesora para temas multilaterales del Subsecretario de Relaciones Exteriores, previo a su traslado a la embajada de México en el Reino Unido, en donde dio seguimiento a asuntos políticos, académicos y relaciones con think tanks hasta septiembre de 1997. De 1997 a 2000 fue consejera de prensa en la Embajada de México en Estados Unidos. 
Comisionada por la Secretaría de Relaciones Exteriores fue designada vocera para Prensa Extranjera en la Presidencia de la República (2000-2003) y se desempeñó como directora de la Oficina del Consejo de Promoción Turística de México para el Oeste de Canadá con sede en Vancouver (2004-2005). También ha fungido como directora general Adjunta para África y el Medio Oriente y Jefa de Cancillería en la Embajada de México en España, en el rango de ministro. De 2011 a 2016 fue Cónsul General de México en Hong Kong y Macao, en donde contribuyó al fortalecimiento de los vínculos económicos entre México y Hong Kong, considerando la importancia de la Región Administrativa Especial de Hong Kong como centro económico, financiero y logístico para el mercado asiático. En 2012 fue ascendida al rango de embajador y en 2016 fue designada como Embajadora de México ante la República de Austria, Eslovaquia y Eslovenia, así como representante Permanente ante Organismos Internacionales con sede en Viena, Austria. Terminó su cargo en 2020.

## Premios y reconocimientos
Fue condecorada por el Gobierno de España con la Orden al Mérito Civil, en grado de Cruz de Plata, en 2002.

## Publicaciones
Es coautora del artículo "México en los foros multilaterales contra la delincuencia organizada: una visión integral" (Revista Mexicana de Política Exterior No. 110, mayo-agosto de 2017); del capítulo "Bilateral Diplomacy" del libro The Oxford Handbook of Modern Diplomacy (2013), que escribió con el Emb, Andrés Rozental; y del artículo "El resurgimiento del fundamentalismo islámico en el Medio Oriente" (Cuadernos del IMRED, No. 30, mayo de 1988). Es asimismo autora de varios artículos de política exterior publicados en diferentes medios mexicanos y extranjeros. 

## Membresías
Es asociada del Consejo Mexicano de Asuntos Internacionales (COMEXI); forma parte del Consejo del International Women's Forum, capítulo Hong Kong; y es cofundadora de Bright Hong Kong, plataforma sobre temas de pensamiento crítico, integridad individual y tolerancia. Fue elegida presidenta de la Comisión de Estupefacientes de Naciones unidas para el año 2018. Desde 2017, es Vicepresidenta de la Convención de Naciones Unidas contra la Delincuencia Organizada Trasnacional (UNTOC, por sus siglas en inglés); Copresidenta del Grupo de Amigos para las Mujeres en el Ámbito Nuclear que busca una mayor paridad de género en el marco del Organismo Internacional de Energía Atómica (OIEA). 